# Albertslund Syd (dokumentarfilm)
Albertslund Syd er en dansk dokumentarfilm fra 1965 instrueret af Dirk Brüel.

## Handling
En film om montagebyggeri produceret for Herstedernes Kommunes Boligselskab, Vridsløselille Andelsboligforening og Fællestegnestuen for Albertslund Syd.